# La Petite Rivière (vattendrag i Kanada, Québec, lat 47,08, long -72,92)
La Petite Rivière är ett vattendrag i Kanada.   Det ligger i provinsen Québec, i den sydöstra delen av landet, 280 km nordost om huvudstaden Ottawa.
I omgivningarna runt La Petite Rivière växer i huvudsak blandskog. Trakten runt La Petite Rivière är nära nog obefolkad, med mindre än två invånare per kvadratkilometer.